# Kraljevina Bolgarija
Kraljevina Bolgarija  (bolgarsko Кралство България, latinizirano: Kralstvo Bălgarija) ali Bolgarsko cesarstvo (Царство България, Carstvo Bălgarija), imenovano tudi Tretje bolgarsko carstvo (Трето Българско Царство, Treto Bălgarsko Carstvo), je bila ustavna monarhija v jugovzhodni Evropi, ki je bila ustanovljena 5. oktobra (22. septembra) 1908, ko je bila bolgarska država povzdignjena iz kneževine v carstvo.
Ferdinand Bolgarski, ustanovitelj kraljeve družine, je bil ob razglasitvi neodvisnosti okronan za carja, predvsem zaradi svojih vojaških načrtov in zaradi iskanja možnosti za združitev vseh dežel na Balkanu z etnično bolgarsko večino (zemelj, ki so bile zasežene Bolgariji in dano Osmanskemu cesarstvu v Berlinski pogodbi).
Država je bila ves čas svojega obstoja skoraj nenehno v vojni, zaradi česar je dobila vzdevek balkanska Prusija. Bolgarija je nekaj let mobilizirala vojsko z več kot 1 milijonom ljudi iz svojega približno 5-milijonskega prebivalstva, v 1910-ih pa se je vključila v tri vojne – prvo in drugo balkansko vojno ter prvo svetovno vojno. Po prvi svetovni vojni so zavezniške sile razpustile bolgarsko vojsko in ji prepovedale obstoj, vsi načrti za nacionalno združitev bolgarskih dežel pa so propadli.
Manj kot dve desetletji pozneje je Bolgarija vstopila v drugo svetovno vojno na strani sil osi in se spet znašla na strani poraženk, dokler septembra 1944 ni prestopila na stran zaveznikov. Leta 1946 je bila monarhija ukinjena, zadnji car Simeon Sakskoburggotski je bil poslan v izgnanstvo, kraljevino pa je nadomestila Ljudska republika Bolgarija.